# CFD Réseau d'Indre-et-Loire sud
Ne doit pas être confondu avec CFD Réseau d'Indre-et-Loire nord.
Le Réseau d'Indre et Loire sud de la compagnie de chemins de fer départementaux (CFD), comprend deux lignes construites à voie métrique. Il est situé dans la partie sud du département d'Indre-et-Loire, et a été mis en service en 1889 et fermé en 1949.

## Réseau
Il comprenait les lignes suivantes :
- Esvres - Ligueil -  Le Grand-Pressigny, (52.2 km), ouverture en mai 1889 ;
- Ligueil -  Loches - Montrésor, (40.9 km), ouverture en mai 1889 ;
- Montrésor - Écueillé,  (19.6 km), ouverture août 1907.

Le centre du réseau et les ateliers se trouvaient à Ligueuil. La gare de Loches  était en cul-de-sac.
Le réseau ferme le 31 décembre 1949.

## Gares de Jonctions
Le réseau possédait les gares de jonction suivantes :
- Gare d'Esvres : avec le PO puis la SNCF
- Gare de Loches : avec le PO puis la SNCF
- Gare du Grand-Pressigny : avec le PO puis la SNCF
- Gare d'Écueillé : avec la Compagnie du chemin de fer du Blanc-Argent

## Matériel roulant
Matériel livré à l'origine:
- Matériel moteur

7 locomotives à vapeur type 031, de 16 tonnes à vide N° 10, 12, 13, 15, 16, 20, 21
- Matériel remorqué
- voitures voyageurs

1 voitures à un compartiment de 1re et  deux de 2e classe, type AB
14 voitures à trois compartiments de 3e classe, type C
Ces voitures étaient à 2 essieux et portières-latérales 
- fourgons à bagages: 10 unités
- wagons de marchandises

34 wagons couverts
21 wagons tombereaux
12 wagons plats
7 wagons plats à traverse pivotante
1  wagon grue